# Loděnice (sport)
Sportovní loděnice je obvykle krytý prostor u vody, kde se vyrábějí, skladují a opravují sportovní lodě. Loděnice patří k vybavení významnějších vodáckých klubů a univerzitních oddílů a často slouží jejich členům jako klubovna a místo setkávání. Naproti tomu amatérská stavba sportovních lodí, dříve běžná, ustupuje nákupu hotových, profesionálně vyrobených lodí. 
K loděnici obvykle patří i přístav, kde kotví plachetnice a větší lodi.